# DZ Bank
DZ Bank is de op vier na grootste bank in Duitsland, met meer dan 24.000 werknemers. Het hoofdkantoor is gevestigd in Frankfurt am Main.